# Фармер Сити (Илиноис)
Фармер Сити (енгл. Farmer City) град је у америчкој савезној држави Илиноис. По попису становништва из 2010. у њему је живело 2.037 становника.

## Демографија
Према попису становништва из 2010. у граду је живело 2.037 становника, што је 18 (0,9%) становника мање него 2000. године.
| Група             | 2000.         | 2010.         |
| Белци             | 2.039 (99,2%) | 1.964 (96,4%) |
| Афроамериканци    | 0 (0,0%)      | 8 (0,4%)      |
| Азијати           | 0 (0,0%)      | 9 (0,4%)      |
| Хиспаноамериканци | 8 (0,4%)      | 36 (1,8%)     |
| Укупно            | 2.055         | 2.037         |